# Sezon NBA 2013/14
Sezon NBA 2013/14 – 68. sezon zasadniczy rozgrywek National Basketball Association (NBA). Rozpoczął się 29 października 2013 od meczu pomiędzy Indianą Pacers a Orlando Magic. Każdy z zespołów rozegrał 82 spotkania. Ostatnie mecze rozegrano 16 kwietnia 2014.

## Wymiany graczy
25 października 2013, tuż przed rozpoczęciem sezonu zasadniczego w wyniku wymiany z Phoenix Suns do Washington Wizards przeniósł się Marcin Gortat, Kendall Marshall, Shannon Brown oraz Malcolm Lee. W zamian oddano Emekę Okafora oraz wybór w pierwszej rundzie draftu 2014.

## Przedsezon
Rozgrywki sezonu zasadniczego poprzedziły mecze przedsezonu. Odbyły się one w dniach 5-25 października 2013.

## Sezon zasadniczy
Sezon trwał od 29 października 2013 do 16 kwietnia 2014. W dniach 14-16 lutego rozegrano zawody NBA All-Star Weekend, których zwieńczeniem był NBA All-Star Game (mecz gwiazd). MVP meczu wybrany został Kyrie Irving z Cleveland Cavaliers. MVP całego sezonu zasadniczego NBA 2013/2014 został Kevin Durant z Oklahoma City Thunder, był również najlepiej punktującym graczem ligi.

### Wyniki
Według konferencji
| Nr | Drużyna             | ZW | PO | PRO  | RZ   | LM |
| -- | ------------------- | -- | -- | ---- | ---- | -- |
| 1  | Indiana Pacers      | 56 | 26 | .683 | –    | 82 |
| 2  | Miami Heat          | 54 | 28 | .659 | 02.0 | 82 |
| 3  | Toronto Raptors     | 48 | 34 | .585 | 08.0 | 82 |
| 4  | Chicago Bulls       | 48 | 34 | .585 | 08.0 | 82 |
| 5  | Washington Wizards  | 44 | 38 | .537 | 12.0 | 82 |
| 6  | Brooklyn Nets       | 44 | 38 | .537 | 12.0 | 82 |
| 7  | Charlotte Bobcats   | 43 | 39 | .524 | 13.0 | 82 |
| 8  | Atlanta Hawks       | 38 | 44 | .463 | 18.0 | 82 |
|    |                     |    |    |      |      |    |
| 9  | New York Knicks     | 37 | 45 | .451 | 19.0 | 82 |
| 10 | Cleveland Cavaliers | 33 | 49 | .402 | 23.0 | 82 |
| 11 | Detroit Pistons     | 29 | 53 | .354 | 27.0 | 82 |
| 12 | Boston Celtics      | 25 | 57 | .305 | 31.0 | 82 |
| 13 | Orlando Magic       | 23 | 59 | .280 | 33.0 | 82 |
| 14 | Philadelphia 76ers  | 19 | 63 | .232 | 37.0 | 82 |
| 15 | Milwaukee Bucks     | 15 | 67 | .183 | 41.0 | 82 |

| Nr | Drużyna                | ZW | PO | PRO  | RZ   | LM |
| -- | ---------------------- | -- | -- | ---- | ---- | -- |
| 1  | San Antonio Spurs      | 62 | 20 | .756 | –    | 82 |
| 2  | Oklahoma City Thunder  | 59 | 23 | .720 | 03.0 | 82 |
| 3  | Los Angeles Clippers   | 57 | 25 | .695 | 05.0 | 82 |
| 4  | Houston Rockets        | 54 | 28 | .659 | 08.0 | 82 |
| 5  | Portland Trail Blazers | 54 | 28 | .659 | 08.0 | 82 |
| 6  | Golden State Warriors  | 51 | 31 | .622 | 11.0 | 82 |
| 7  | Memphis Grizzlies      | 50 | 32 | .610 | 12.0 | 82 |
| 8  | Dallas Mavericks       | 49 | 33 | .598 | 13.0 | 82 |
|    |                        |    |    |      |      |    |
| 9  | Phoenix Suns           | 48 | 34 | .585 | 14.0 | 82 |
| 10 | Minnesota Timberwolves | 40 | 42 | .488 | 22.0 | 82 |
| 11 | Denver Nuggets         | 36 | 46 | .439 | 26.0 | 82 |
| 12 | New Orleans Pelicans   | 34 | 48 | .415 | 28.0 | 82 |
| 13 | Sacramento Kings       | 28 | 54 | .341 | 34.0 | 82 |
| 14 | Los Angeles Lakers     | 27 | 55 | .329 | 35.0 | 82 |
| 15 | Utah Jazz              | 25 | 57 | .305 | 37.0 | 82 |

Zespoły z miejsc 1-8 każdej z konferencji zakwalifikowały się do 2014 NBA Playoffs.

## Statystyki

### Liderzy statystyk indywidualnych
| Kategoria                | Gracz            | Zespół                 | Wynik |
| ------------------------ | ---------------- | ---------------------- | ----- |
| Punkty na mecz           | Kevin Durant     | Oklahoma City Thunder  | 32.0  |
| Zbiórki na mecz          | DeAndre Jordan   | Los Angeles Clippers   | 13.6  |
| Asysty na mecz           | Chris Paul       | Los Angeles Clippers   | 10.7  |
| Przechwyty na mecz       | Chris Paul       | Los Angeles Clippers   | 2.48  |
| Bloki na mecz            | Anthony Davis    | New Orleans Pelicans   | 2.82  |
| Straty na mecz           | Stephen Curry    | Golden State Warriors  | 3.8   |
| Minuty na mecz           | Carmelo Anthony  | New York Knicks        | 38.7  |
| Celność rzutów z pola    | DeAndre Jordan   | Los Angeles Clippers   | 67.6% |
| Celność rzutów wolnych   | Brian Roberts    | New Orleans Pelicans   | 94.0% |
| Celność rzutów „za 3”    | Kyle Korver      | Atlanta Hawks          | 47.2% |
| Player Efficiency Rating | Kevin Durant     | Oklahoma City Thunder  | 29.8  |
| Double-doubles           | Kevin Love       | Minnesota Timberwolves | 65    |
| Triple-doubles           | Lance Stephenson | Indiana Pacers         | 5     |

### Najlepsze wyniki indywidualne
| Kategoria       | Gracz                   | Wynik |
| --------------- | ----------------------- | ----- |
| Punkty          | Carmelo Anthony         | 62    |
| Zbiórki         | Timofiej Mozgow         | 29    |
| Asysty          | Brandon Jennings        | 18    |
| Asysty          | Rajon Rondo             | 18    |
| Przechwyty      | Michael Carter-Williams | 9     |
| Rzuty za 3 pkty | Terrence Ross           | 10    |
| Rzuty za 3 pkty | Joe Johnson             | 10    |
| Rzuty za 3 pkty | C.J. Miles              | 10    |
| Rzuty za 3 pkty | Chandler Parsons        | 10    |
| Rzuty za 3 pkty | Trevor Ariza            | 10    |
| Rzuty za 3 pkty | J.R. Smith              | 10    |
| Bloki           | Anthony Davis           | 9     |
| Bloki           | DeAndre Jordan          | 9     |

## Nagrody
Drużyna All-NBA Team
Drużyna NBA All-Defensive Team
Drużyna NBA All-Rookie Team

### Nagrody indywidualne
| Nagroda                                  | Gracz                   | Zespół                |
| ---------------------------------------- | ----------------------- | --------------------- |
| NBA Most Valuable Player Award           | Kevin Durant            | Oklahoma City Thunder |
| NBA Defensive Player of the Year Award   | Joakim Noah             | Chicago Bulls         |
| NBA Rookie of the Year Award             | Michael Carter-Williams | Philadelphia 76ers    |
| NBA Sixth Man of the Year Award          | Jamal Crawford          | Los Angeles Clippers  |
| NBA Most Improved Player Award           | Goran Dragić            | Phoenix Suns          |
| NBA Coach of the Year Award              | Gregg Popovich          | San Antonio Spurs     |
| NBA Executive of the Year Award          | R.C. Buford             | San Antonio Spurs     |
| NBA Sportsmanship Award                  | Mike Conley             | Memphis Grizzlies     |
| J. Walter Kennedy Citizenship Award      | Luol Deng               | Cleveland Cavaliers   |
| Twyman–Stokes Teammate of the Year Award | Shane Battier           | Miami Heat            |

## Playoffs
Mistrzem NBA 2014 został zespół San Antonio Spurs. Nagrodę MVP finałów otrzymał Kawhi Leonard.
Drabinka rozgrywek
|  |                          |                          |                          |                        |   |                       |                       |                       |  |  |                    |                    |                    |  |  |           |           |           |
|  | Ćwierćfinały Konferencji | Ćwierćfinały Konferencji | Ćwierćfinały Konferencji |                        |   | Półfinały Konferencji | Półfinały Konferencji | Półfinały Konferencji |  |  | Finały Konferencji | Finały Konferencji | Finały Konferencji |  |  | Finał NBA | Finał NBA | Finał NBA |
|  | Ćwierćfinały Konferencji | Ćwierćfinały Konferencji | Ćwierćfinały Konferencji |                        |   | Półfinały Konferencji | Półfinały Konferencji | Półfinały Konferencji |  |  | Finały Konferencji | Finały Konferencji | Finały Konferencji |  |  | Finał NBA | Finał NBA | Finał NBA |
|  |                          |                          |                          |                        |   |                       |                       |                       |  |  |                    |                    |                    |  |  |           |           |           |
|  |                          |                          |                          |                        |   |                       |                       |                       |  |  |                    |                    |                    |  |  |           |           |           |
|  | 1                        | Indiana Pacers           | 4                        |                        |   |                       |                       |                       |  |  |                    |                    |                    |  |  |           |           |           |
|  | 1                        | Indiana Pacers           | 4                        |                        |   |                       |                       |                       |  |  |                    |                    |                    |  |  |           |           |           |
|  | 8                        | Atlanta Hawks            | 3                        |                        |   |                       |                       |                       |  |  |                    |                    |                    |  |  |           |           |           |
|  | 8                        | Atlanta Hawks            | 3                        |                        |   | 1                     | Indiana Pacers        | 4                     |  |  |                    |                    |                    |  |  |           |           |           |
|  |                          |                          |                          |                        |   | 1                     | Indiana Pacers        | 4                     |  |  |                    |                    |                    |  |  |           |           |           |
|  |                          |                          | 5                        | Washington Wizards     | 2 |                       |                       |                       |  |  |                    |                    |                    |  |  |           |           |           |
|  | 4                        | Chicago Bulls            | 5                        | Washington Wizards     | 2 | 1                     |                       |                       |  |  |                    |                    |                    |  |  |           |           |           |
|  | 4                        | Chicago Bulls            |                          |                        |   |                       |                       |                       |  |  |                    |                    |                    |  |  |           |           |           |
|  | 5                        | Washington Wizards       | 4                        |                        |   |                       |                       |                       |  |  |                    |                    |                    |  |  |           |           |           |
|  | 5                        | Washington Wizards       | 4                        |                        |   | 1                     | Indiana Pacers        | 2                     |  |  |                    |                    |                    |  |  |           |           |           |
|  |                          |                          |                          |                        |   |                       |                       |                       |  |  |                    |                    |                    |  |  |           |           |           |
|  |                          |                          | 2                        | Miami Heat             | 4 |                       |                       |                       |  |  |                    |                    |                    |  |  |           |           |           |
|  | 2                        | Miami Heat               | 2                        | Miami Heat             | 4 | 4                     |                       |                       |  |  |                    |                    |                    |  |  |           |           |           |
|  | 2                        | Miami Heat               |                          |                        |   |                       |                       |                       |  |  |                    |                    |                    |  |  |           |           |           |
|  | 7                        | Charlotte Bobcats        | 0                        |                        |   |                       |                       |                       |  |  |                    |                    |                    |  |  |           |           |           |
|  | 7                        | Charlotte Bobcats        | 0                        |                        |   | 2                     | Miami Heat            | 4                     |  |  |                    |                    |                    |  |  |           |           |           |
|  |                          |                          |                          |                        |   | 2                     | Miami Heat            | 4                     |  |  |                    |                    |                    |  |  |           |           |           |
|  |                          |                          | 6                        | Brooklyn Nets          | 1 |                       |                       |                       |  |  |                    |                    |                    |  |  |           |           |           |
|  | 3                        | Toronto Raptors          | 6                        | Brooklyn Nets          | 1 | 3                     |                       |                       |  |  |                    |                    |                    |  |  |           |           |           |
|  | 3                        | Toronto Raptors          |                          |                        |   |                       |                       |                       |  |  |                    |                    |                    |  |  |           |           |           |
|  | 6                        | Brooklyn Nets            | 4                        |                        |   |                       |                       |                       |  |  |                    |                    |                    |  |  |           |           |           |
|  | 6                        | Brooklyn Nets            | 4                        |                        |   | W2                    | Miami Heat            | 1                     |  |  |                    |                    |                    |  |  |           |           |           |
|  |                          |                          |                          |                        |   |                       |                       |                       |  |  |                    |                    |                    |  |  |           |           |           |
|  |                          |                          | Z1                       | San Antonio Spurs      | 4 |                       |                       |                       |  |  |                    |                    |                    |  |  |           |           |           |
|  | 1                        | San Antonio Spurs        | Z1                       | San Antonio Spurs      | 4 | 4                     |                       |                       |  |  |                    |                    |                    |  |  |           |           |           |
|  | 1                        | San Antonio Spurs        |                          |                        |   |                       |                       |                       |  |  |                    |                    |                    |  |  |           |           |           |
|  | 8                        | Dallas Mavericks         | 3                        |                        |   |                       |                       |                       |  |  |                    |                    |                    |  |  |           |           |           |
|  | 8                        | Dallas Mavericks         | 3                        |                        |   | 1                     | San Antonio Spurs     | 4                     |  |  |                    |                    |                    |  |  |           |           |           |
|  |                          |                          |                          |                        |   | 1                     | San Antonio Spurs     | 4                     |  |  |                    |                    |                    |  |  |           |           |           |
|  |                          |                          | 5                        | Portland Trail Blazers | 1 |                       |                       |                       |  |  |                    |                    |                    |  |  |           |           |           |
|  | 4                        | Houston Rockets          | 5                        | Portland Trail Blazers | 1 | 2                     |                       |                       |  |  |                    |                    |                    |  |  |           |           |           |
|  | 4                        | Houston Rockets          |                          |                        |   |                       |                       |                       |  |  |                    |                    |                    |  |  |           |           |           |
|  | 5                        | Portland Trail Blazers   | 4                        |                        |   |                       |                       |                       |  |  |                    |                    |                    |  |  |           |           |           |
|  | 5                        | Portland Trail Blazers   | 4                        |                        |   | 1                     | San Antonio Spurs     | 4                     |  |  |                    |                    |                    |  |  |           |           |           |
|  |                          |                          |                          |                        |   |                       |                       |                       |  |  |                    |                    |                    |  |  |           |           |           |
|  |                          |                          | 2                        | Oklahoma City Thunder  | 2 |                       |                       |                       |  |  |                    |                    |                    |  |  |           |           |           |
|  | 2                        | Oklahoma City            | 2                        | Oklahoma City Thunder  | 2 | 4                     |                       |                       |  |  |                    |                    |                    |  |  |           |           |           |
|  | 2                        | Oklahoma City            |                          |                        |   |                       |                       |                       |  |  |                    |                    |                    |  |  |           |           |           |
|  | 7                        | Memphis Grizzlies        | 3                        |                        |   |                       |                       |                       |  |  |                    |                    |                    |  |  |           |           |           |
|  | 7                        | Memphis Grizzlies        | 3                        |                        |   | 2                     | Oklahoma City         | 4                     |  |  |                    |                    |                    |  |  |           |           |           |
|  |                          |                          |                          |                        |   | 2                     | Oklahoma City         | 4                     |  |  |                    |                    |                    |  |  |           |           |           |
|  |                          |                          | 3                        | Los Angeles Clippers   | 2 |                       |                       |                       |  |  |                    |                    |                    |  |  |           |           |           |
|  | 3                        | Los Angeles Clippers     | 3                        | Los Angeles Clippers   | 2 | 4                     |                       |                       |  |  |                    |                    |                    |  |  |           |           |           |
|  | 3                        | Los Angeles Clippers     |                          |                        |   |                       |                       |                       |  |  |                    |                    |                    |  |  |           |           |           |
|  | 6                        | Golden State Warriors    | 3                        |                        |   |                       |                       |                       |  |  |                    |                    |                    |  |  |           |           |           |
|  | 6                        | Golden State Warriors    | 3                        |                        |   |                       |                       |                       |  |  |                    |                    |                    |  |  |           |           |           |
|  |                          |                          |                          |                        |   |                       |                       |                       |  |  |                    |                    |                    |  |  |           |           |           |